# FITEC
Les programmes FITEC (France, Ingénieurs, TEChnologie) sont des programmes d’échanges éducatifs bilatéraux entre la France et le Brésil (depuis 1999), l'Argentine (depuis 2007), le Mexique (depuis 2008) et le Chili (2009-2013). Ils mettent en œuvre des projets de recherche avec des établissements d’enseignement supérieur français et étrangers (écoles et universités) formant des ingénieurs (master). Ils leur permettent d’établir d’étroites relations en favorisant la mobilité des étudiants et des enseignants.
En France, ces programmes sont accessibles aux écoles d'ingénieurs habilitées par la commission des titres d'ingénieur (CTI) à délivrer un titre d'ingénieur diplômé.
Ces programmes sont placés sous la responsabilité du ministère de l'Europe et des Affaires étrangères (MAEE) et du ministère de l'enseignement supérieur et de la recherche (MESR) pour la partie française, et de leurs ministères homologues pour les autres pays. Ils bénéficient également du soutien logistique de la Conférence des directeurs des écoles françaises d'ingénieurs (CDEFI).

## Programmes

### BRAFITEC
Le premier programme FITEC voit le jour en 1999 sous le nom de programme CAPES-CDEFI. Il a été lancé par la CAPES brésilienne (la Fondation de coordination pour l'amélioration du personnel de niveau supérieur) et les ministères français de l'Europe et des Affaires étrangères (MAEE) et de l'enseignement supérieur et de la recherche (MESR) avec l'appui de la conférence des directeurs des écoles françaises d'ingénieurs (CDEFI). Il s'agit d'un programme de formation d’élèves-ingénieurs brésiliens dans les écoles d’ingénieurs françaises d'une durée d'un an. De 1999 à 2002, environ 100 élèves brésiliens suivent ce programme. En 2002, il est remplacé par le programme BRAFITEC (BRAsil, France, Ingénieurs, TEChnologie). Cette année-ci, 121 étudiants brésiliens et 74 étudiants français participent à l'échange. 
BRAFITEC regroupe aujourd'hui 40 universités brésiliennes et 100 écoles françaises. Chaque année, environ 1000 étudiants brésiliens et environ 260 étudiants français effectuent un échange. Depuis son lancement, plus de 4000 étudiants brésiliens et 1000 étudiants français ont participé au programme.

### ARFITEC
Le 13 juillet 2007, le programme ARFITEC (ARgentina, France, Ingénieurs, TEChnologie) est créé par accord entre le ministerio de educación, cultura, ciencia y tecnología (es) (en français : ministère de l'éducation, de la culture, des sciences et de la technologie) argentin et des deux ministères français cités précédemment. Il a pour vocation de créer et de consolider des partenariats durables entre les établissements d’enseignement supérieur argentins et français responsables de la formation des ingénieurs des deux pays. 
ARFITEC regroupe, en 2013, 20 universités argentines et 50 écoles françaises. Chaque année, environ 150 étudiants argentins et environ 175 étudiants français effectuent un échange. Depuis son lancement, plus de 4000 étudiants brésiliens et 1000 étudiants français ont participé au programme.

### MEXFITEC
Le 19 septembre 2001, le secretaría de educación pública (en français : secrétariat à l'éducation publique) du Mexique, le MAEE, le MESR ainsi que la CDEFI lancent le programa de cooperación en el área de las formaciones tecnológicas y profesionales de la enseñanza superior (en français : programme de coopération dans le domaine des formations technologiques et professionnelles de l'enseignement supérieur). À la suite du succès de ce programme, est créé le 5 juin 2008 le programme MEXFITEC (MÉXico, France, Ingénieurs, TEChnologie),. Ce programme a pour principal objectif de favoriser les échanges d’élèves ingénieurs entre la France et le Mexique.
MEXFITEC regroupe aujourd'hui 12 universités mexicaines et 50 écoles françaises. Chaque année, environ 75 étudiants mexicains et près de 40 étudiants français effectuent un échange. 

### CHILFITEC
Le programme CHILFITEC (CHILe, France, Ingénieurs, TEChnologie) est lancé en 2009 pour favoriser la mobilité d’étudiants et d’enseignants-chercheurs entre la France et le Chili.
CHILFITEC regroupe, en 2013, 7 universités chiliennes et 20 écoles françaises. Cette année-ci, environ 40 étudiants chiliens et environ 35 étudiants français effectuent un échange. Après 2013, le programme a été interrompu,.

### A venir?
En 2013, d'autres programmes étaient envisagés : avec la Colombie, la République dominicaine et le Pérou. Il n'y a pas eu de nouvelle sur ces projets depuis.

## Objectifs
Les programmes FITEC ont pour objectifs d'offrir un cadre reconnu par les établissements et par les autorités de tutelle des deux pays et de garantir une formation de qualité aux étudiants. Ils permettent des échanges d’étudiants suivant une formation d’ingénieurs et d'enseignants concernés par ce type de formation. Ces échanges peuvent se faire dans le cadre de simple(s) semestre(s) de formation de l'étudiant, mais peuvent aussi faire l'objet d'un double-diplôme. En effet, en 2013, près de 550 étudiants brésiliens et 40 étudiants français sont en cours de double-diplôme via BRAFITEC.
FITEC a également des actions de levier dans la création d'autres programmes et dans l'implication d'entreprises dans les échanges internationaux. Par exemple, les programmes BRAFAGRI (BRAsil, France, AGRIculture) et ARFAGRI (ARgentina, France, AGRIculture), créés respectivement en 2006 et 2015, sont calqués sur les programmes BRAFITEC et ARFITEC,. BRAFITEC a également permis le développement de projets de recherche comme CIFRE-Brésil en 2013,.